# P3 Hiphop
P3 Hiphop var ett svenskt radioprogram om hiphop med Jason Diakté, alias Timbuktu, och Christian Amato, alias DJ Amato som värdar. Det började sändas i januari 2001, och sista programmet sändes 4 januari 2011, efter att Sveriges Radio meddelat att man beslutat att programmet ska läggas ner, då P3 vill satsa bredare och mindre nischinriktat.

### Fotnoter
1. ↑  ”Svensk mediedatabas”. http://smdb.kb.se/catalog/search?q=%22P3+Pop%22+typ%3Aradio. Läst 25 juni 2011.
2. ↑  ”Svensk mediedatabas”. http://smdb.kb.se/catalog/search?q=%22P3+Hip+hop%22+typ%3Aradio. Läst 25 juni 2011.
3. ↑  GP - "P3 Hiphop" och "P3 Pop" läggs ned